# فرانسیس ها
فرانسیس ها (به انگلیسی: Frances Ha) فیلم کمدی-درام آمریکایی، به کارگردانی نوآ بامباک، نویسندگی بامباک و گرتا گرویگ و محصول سال ۲۰۱۳ میلادی می‌باشد.
این فیلم در ۱ سپتامبر ۲۰۱۲، در جشنوارهٔ فیلم تلوراید و سپس در تاریخ ۱۷ مه ۲۰۱۳، اکران جهانی شد.
گرویگ در این فیلم، در نقش فرانسیس هالادی، دختر ۲۷ سالهٔ رقصنده‌ای که سعی در بهبود شرایط زندگی خویش دارد، به ایفای نقش پرداخته است.

## بازیگران
- گرتا گرویگ در نقش فرانسیس هَلادِی
- میکی سامنر در نقش سوفی لیوی
- شارلوت دامبواز در نقش کالین
- آدام درایور در نقش لِو شپیرو
- مایکل اسپر در نقش دن
- گریس گامر در نقش ریچل
- پاتریک هویزینگر در نقش رید «پچ» کراوس
- جاش همیلتون در نقش اندی
- مایا کازان در نقش کرولاین
- جاستین لوپ در نقش نِسا
- بریتا فیلیپس در نقش نادیا
- جولیت رایلنس در نقش جِنِل
- دین وِرِم در نقش اسپنسر
- مایکل زیگن در نقش بِنجی